# Вевона (Каліфорнія)
Вевона (англ. Wawona) — переписна місцевість (CDP) в США, в окрузі Маріпоса штату Каліфорнія. Населення — 111 особа (2020).

## Географія
Вевона розташована за координатами 37°32′54″ пн. ш. 119°38′23″ зх. д. / 37.54833° пн. ш. 119.63972° зх. д. (37.548233, -119.639612).  За даними Бюро перепису населення США в 2010 році переписна місцевість мала площу 16,43 км², уся площа — суходіл.

## Демографія
Згідно з переписом 2010 року, у переписній місцевості мешкало 169 осіб у 71 домогосподарстві у складі 36 родин. Густота населення становила 10 осіб/км².  Було 370 помешкань (23/км²).
Расовий склад населення:
| - 81,7 % — білих - 2,4 % — азіатів - 1,8 % — корінних американців - 1,2 % — чорних або афроамериканців - 4,7 % — осіб інших рас |

До двох чи більше рас належало 8,3 %. Частка іспаномовних становила 7,1 % від усіх жителів.
За віковим діапазоном населення розподілялося таким чином: 18,9 % — особи молодші 18 років, 72,2 % — особи у віці 18—64 років, 8,9 % — особи у віці 65 років та старші. Медіана віку мешканця становила 43,6 року. На 100 осіб жіночої статі у переписній місцевості припадало 141,4 чоловіків;  на 100 жінок у віці від 18 років та старших — 149,1 чоловіків також старших 18 років.
Середній дохід на одне домашнє господарство  становив 52 287 доларів США (медіана — 60 559), а середній дохід на одну сім'ю — 52 265 доларів (медіана — 60 921). За межею бідності перебувало 31,6 % осіб, у тому числі 26,1 % дітей у віці до 18 років та 85,7 % осіб у віці 65 років та старших.
Цивільне працевлаштоване населення становило 85 осіб. Основні галузі зайнятості: публічна адміністрація — 54,1 %, мистецтво, розваги та відпочинок — 30,6 %, сільське господарство, лісництво, риболовля — 9,4 %, транспорт — 5,9 %.